# Тороп, Пеэтер
Пеэтер Тороп (эст. Peeter Torop; род. 28 ноября 1950, Таллин) — эстонский литературовед, культуролог, семиотик. Представитель Тартуско-московской семиотической школы.
Сотрудничал с Ю. М. Лотманом в процессе издания альманаха «Труды по знаковым системам» (входил в редакционную коллегию). Научное значение имеет его статья «Симультанность и диалогизм в поэтике Достоевского» (1984, вып. XVII, с. 138—158), в которой сформулирована теория трёх хронотопов литературного произведения — «топографического», «психологического» и «метафизического» (положения этой статьи отражены в издании «Материалы к словарю терминологии тартуско-московской семиотической школы», Тарту, 1999).
В 1995 году в издательстве Тартуского университета опубликована монография «Тотальный перевод», обобщившая многолетние исследования Торопа в области переводоведения. В 2000 году в Модене издан её итальянский перевод (Torop P. La traduzione totale. Modena: Guaraldi — Logos, 2000; 2-е изд. — 2010).